# Unterneukirchen
Unterneukirchen este o comună din districtul Altötting, landul Bavaria, Germania.